# Erwin Frink Smith
Pour les articles homonymes, voir Smith.
Erwin Frink Smith (21 janvier 1854 – 6 avril 1927) est un phytopathologiste américain du département de l'Agriculture des États-Unis.
Il a joué un rôle majeur dans la démonstration que des bactéries pouvaient causer des maladies chez les plantes,,,.

## Biographie
Erwin Frink Smith est né à Gilbert Mills, près de Fulton (comté d'Oswego, État de New York).
En 1870, il part pour le Michigan avec sa famille.
En 1881 il publie une flore du Michigan avec Charles F. Wheeler.
En 1885, il publie un livre sur l'assainissement de l'eau.
Peu après avoir obtenu son baccalauréat universitaire en 1886 à l'université du Michigan, il prend un poste de chef de phytopathologie au Bureau of Plant Industry.
Il obtient son doctorat au Michigan en 1889.
Tout au long de sa carrière, il a poursuivi l'hypothèse que les bactéries étaient des agents importants de maladies des plantes. La résistance dans ce domaine, notamment par le botaniste Alfred Fischer, a finalement cédé, conduisant à la publication en 1910 d'un ouvrage en trois volumes, intitulé Bacteria in Relation to Plant Diseases (« Les bactéries en relation avec les maladies des plantes »).
L'explorateur botanique hollando-américain, Frank Nicholas Meyer, a travaillé pour Erwin Frink Smith en 1901, à son arrivée aux États-Unis.
À une époque où ce n'était pas courant, Erwin Frink Smith était connu pour recruter des femmes au sein du Bureau of Plant Industry, dont les botanistes Nellie A. Brown, Mary K. Bryan, Florence Hedges, Lucia McCulloch et Agnes J. Quirk. L'historienne Margaret W. Rossiter cite cela comme un exemple d'effet de harem,.
Erwin Frink Smith est mort à Washington.

## Hommage
Le genre Erwinia (Erwiniaceae) a été ainsi nommé en l'honneur d'Erwin Frink Smith.